# Torgauer Straße 43 (Eilenburg)
Das Wohn- und Geschäftshaus Torgauer Straße 43 ist ein Bauwerk des Art déco in Eilenburg. Es entstand 1925 durch Umbau und Erweiterung des bestehenden Vorgängergebäudes. Es gehört zu den prachtvollsten Bürgerhäusern der Stadt. Als erstes Eilenburger Geschäftshaus im Art-déco-Stil, wegen der Straßenbild prägenden Giebelgestaltung sowie der bau- und ortshistorischen Bedeutung ist es ein eingetragenes Kulturdenkmal in der Denkmalliste des Landesamtes für Denkmalpflege Sachsen.

## Lage
Das Wohn- und Geschäftshaus liegt innerhalb der Altstadt unweit von Marktplatz und Kornmarkt. Es ist Teil der geschlossenen nördlichen Straßenrandbebauung der Torgauer Straße und gehört dort zu den größten und besonders aufwendig gestalteten Gebäuden. Das Haus und seine Nachbarn gehören zu den wenigen Bauten der Altstadt, die den amerikanischen Beschuss zum Ende des Zweiten Weltkriegs fast schadlos überstanden haben. Das Umfeld ist geprägt von den Wohn- und Geschäftshäusern im Zuge der Hauptgeschäftsstraße. Im Norden schließt sich die heute lockere Bebauung der Kleinen Mauerstraße und der Schwedengasse an. Unmittelbar westlich schließen sich mit der Torgauer Straße 42 und dem geschichtsträchtigen Gasthof Zum Roten Hirsch weitere denkmalgeschützte Häuser an. In östlicher Richtung befinden sich mit den Hausnummern 46 bis 53 weitere Denkmalimmobilien in unmittelbarer Nähe. Die gegenüberliegende Straßenseite erlitt im Krieg schwere Schäden. Bis auf das Portal Torgauer Straße 23 handelt es sich hier um schmucklose Nachkriegsarchitektur.

## Geschichte
Bis zu Beginn des 20. Jahrhunderts befand sich in der Torgauer Straße 43 ein Herrenkonfektionsgeschäft. Die Eigentümerin, eine Witwe, veräußerte Haus und Grundstück an die beiden Kaufleute Otto Frenzel und Theodor Priester. Diese hatten damals die seit über 80 Jahren in der Torgauer Straße 37 eingemietete Eisenwarenhandlung F. Weiß erworben und strebten nach einer Vergrößerung. Das Geschäft Eisenweiß wurde in der ersten Hälfte des 19. Jahrhunderts von Friedrich Weiß (auch Weiss) gegründet. Friedrich Weiß war ein Bruder des Mineralogen Christian Samuel Weiss, sein Sohn Christian Ernst Weiss wurde ebenso Mineraloge. Aufgrund des bekannten und gut beleumundeten Namens entschieden sich Frenzel und Priester zur Beibehaltung des Namens und firmierten als F. Weiß Nachfolger. 1919 kaufte der aus Rathenau stammende Kaufmann Richard Schulz die Anteile des im Ersten Weltkrieg gefallenen Theodor Priester. Nachdem sich das Unternehmen gut entwickelt hatte, investierten die Kaufleute 1925 in einen Um- und Ausbau des Bestandsgebäudes. Neben einer Aufstockung erhielt das Haus eine repräsentative Schaufassade im zeittypischen Art-déco-Stil. Es entstand ein Kaufhaus mit einer zweietagigen Verkaufsfläche. So befanden sich im Erdgeschoss weiterhin Eisenwaren und Werkzeuge, während im ersten Obergeschoss nunmehr Küchengeräte und Haushaltswaren angeboten wurden. In einem Anbau im Hof war der Eisen- und Stahlhandel untergebracht. Das Unternehmen beschäftigte nun bis zu 30 Mitarbeiter. Nach dem Zweiten Weltkrieg entwickelte sich das Geschäft unter den geänderten Vorzeichen nur noch schleppend. 1949 gaben die Eigentümer das Kaufhaus an die neu entstandene Handelsorganisation ab. Inwiefern dies freiwillig oder auf Druck geschah, lässt sich heute nicht mehr nachvollziehen. Während der DDR-Zeit führte die HO das Geschäft unter dem Namen Kaufhaus der Deutsch-sowjetischen Freundschaft. 
Nach der Wende erwarb ein Dortmunder Geschäftsmann das Gebäude und ließ es sanieren. Bis 2010 befand sich hier eine Filiale des Drogeriemarkt-Kette Schlecker. Seit deren Schließung steht das Gebäude leer. 2009 geriet es in die Schlagzeilen, weil dort eine illegale Cannabis-Plantage betrieben wurde. Im Jahr 2021 erwarb ein in Hamburg ansässiger Geschäftsmann das Haus aus einer Insolvenzmasse heraus und ließ es wiederum sanieren. Es entstanden dort drei Mietwohnungen, eine Tanzschule sowie ein Restaurant.

## Baubeschreibung

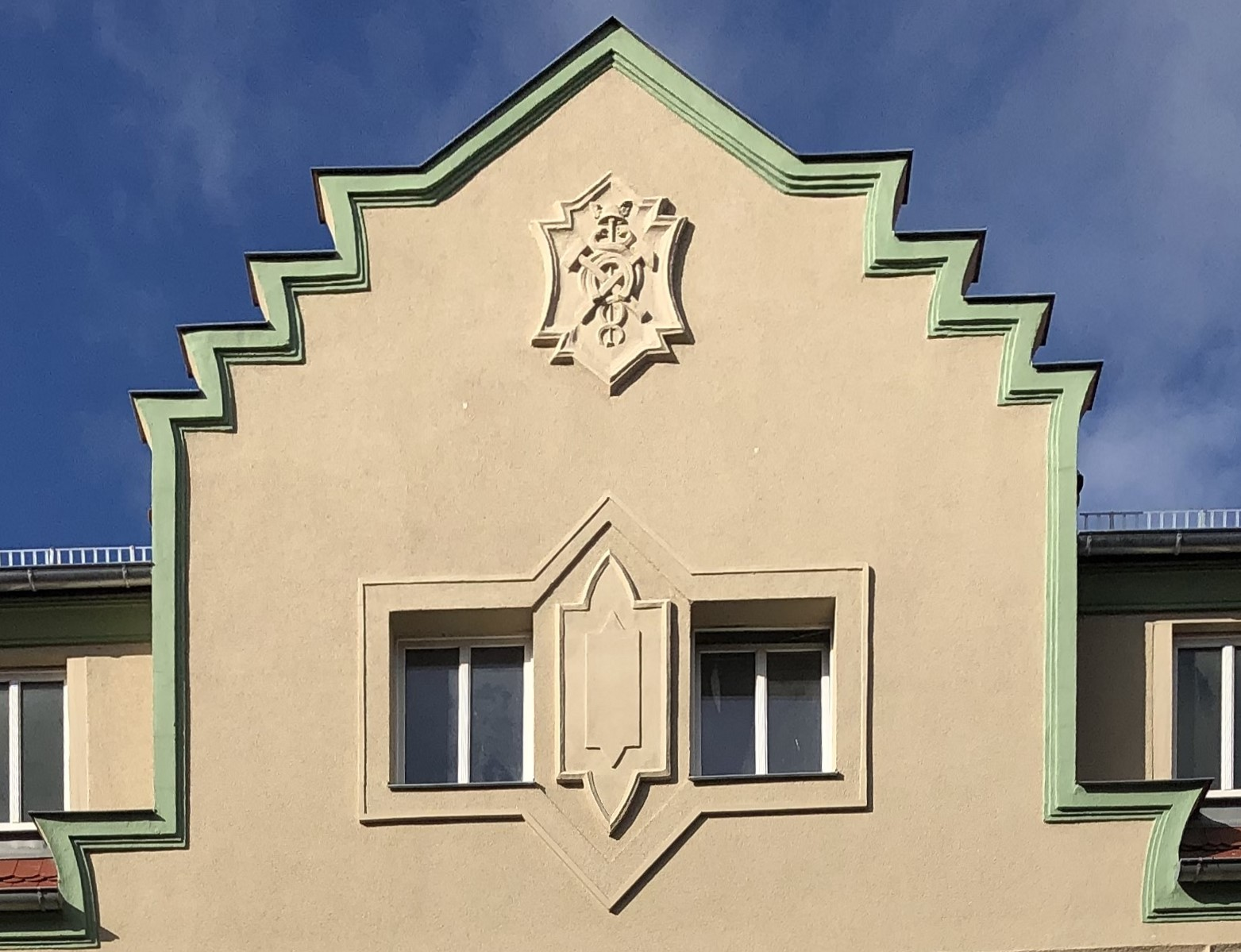
Giebel; bei der letzten Sanierung 2021 sind verschiedene farbliche Akzentuierungen nicht wieder hergestellt worden (2021)
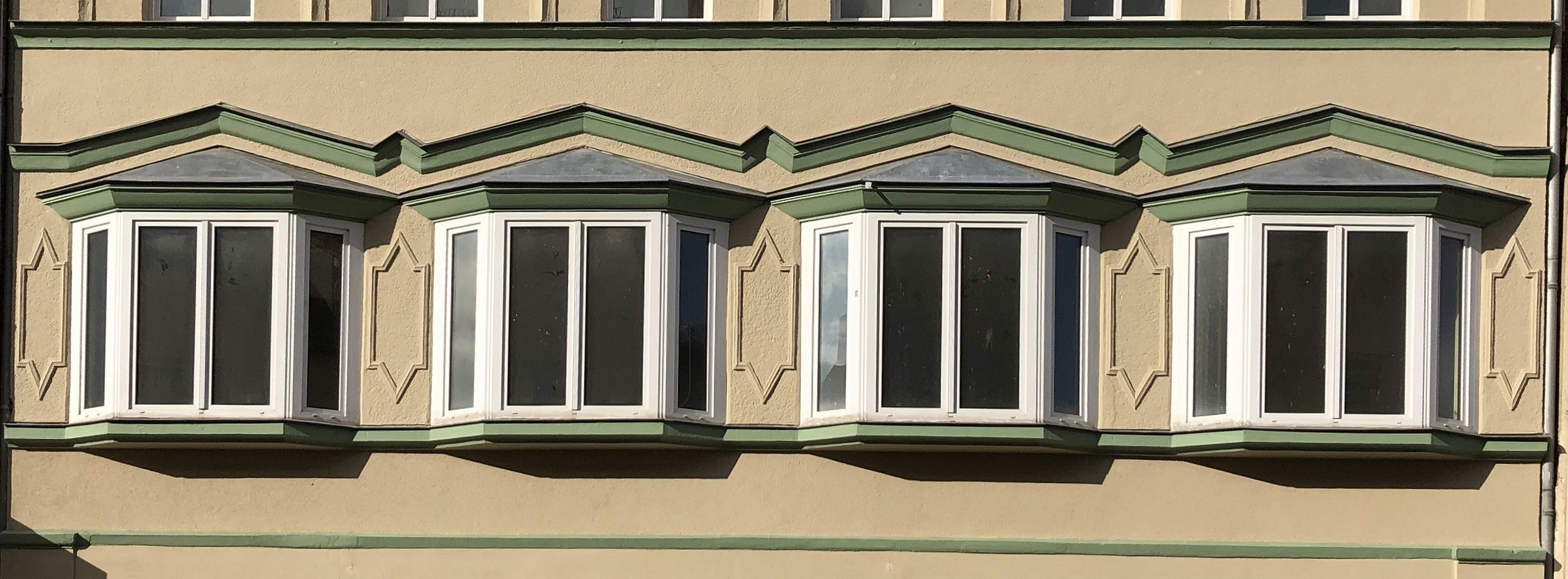
Bay-Windows-Reihe im ersten Obergeschoss (2021)

Es handelt sich um einen dreigeschossigen Putzbau in geschlossener Bebauung. Das Erdgeschoss besitzt großflächige Schaufenstereinbauten mit dazwischen liegendem Eingang zu den Geschäftsräumen. Links davon befindet sich der Zugang zum Treppenhaus und den oberen Wohnetagen. Das erste Obergeschoss wird durch eine markante Bay-Windows-Fensterreihe betont. In den dazwischen liegenden Blendfeldern befinden sich art-déco-typische Zickzackformen. Die Bay Windows besitzen ebenso eine gezackte Verdachung. Daneben gibt es zur horizontalen Gliederung ein Gurtgesims oberhalb des Erdgeschosses und ein Sohlbankgesims im zweiten Obergeschoss. Das Traufgesims öffnet sich zu einem zentralen Straßenbild prägenden gezackten Giebel. In der Giebelspitze befindet sich ein Wappen mit einem mittigen Hufeisen, zwei gekreuzten Hammern und dem Hermesstab, welches auf die ehemalige Nutzung als Eisenwarenhandlung hinweist. Das Dachgeschoss ist ausgebaut und wird von einem Satteldach bedeckt. Hofseitig befindet sich ein zentrales großes Rundbogentor, über dem mit den Kürzeln OF & RS die Initialen der Bauherren des Umbaus von 1925, Otto Frenzel und Richard Schulz, angebracht sind.
Die originalen Fenster und Türen sind bei den vergangenen Sanierungen verloren gegangen. Ein langgestreckter zweigeschossiger Anbau im Hof weist keine besondere Gestaltung auf und ist nicht Teil des Kulturdenkmals. Hier befand sich einst der Stahlhandel bzw. die Warenanlieferung.